# Gonzalo Galindo
Gonzalo Germán Galindo Sánchez (Cochabamba, 20 de octubre de 1974) es un exfutbolista boliviano que se desempeñó como centrocampista y delantero.

## Trayectoria

### Participaciones en torneos internacionales
| Torneo            | Equipo            | Resultado        |
| ----------------- | ----------------- | ---------------- |
| Conmebol 1998     | Jorge Wilstermann | Cuartos de final |
| Libertadores 1999 | Jorge Wilstermann | Segunda fase     |
| Libertadores 2001 | Jorge Wilstermann | Primera fase     |
| Libertadores 2002 | Bolívar           | Primera fase     |
| Sudamericana 2002 | Bolívar           | Semifinales      |
| Libertadores 2003 | Bolívar           | Primera fase     |
| Libertadores 2004 | Bolívar           | Primera fase     |
| Sudamericana 2004 | Bolívar           | Subcampeón       |
| Libertadores 2005 | Bolívar           | Primera fase     |
| Sudamericana 2005 | Bolívar           | Primera fase     |
| Libertadores 2008 | Real Potosí       | Primera fase     |
| Sudamericana 2011 | Aurora            | Octavos de final |

## Selección nacional
En la Selección de fútbol de Bolivia ha disputado 28 encuentros, en los cuales anotó 3 goles.

## Clubes
| Club          | País    | Año         |
| ------------- | ------- | ----------- |
| Wilstermann   | Bolivia | 1996 - 2001 |
| Bolívar       | Bolivia | 2002 - 2004 |
| Emelec        | Ecuador | 2005        |
| Alianza Lima  | Perú    | 2006        |
| Wilstermann   | Bolivia | 2006        |
| The Strongest | Bolivia | 2007        |
| Real Potosí   | Bolivia | 2008-2010   |
| Aurora        | Bolivia | 2011 - 2012 |
| Petrolero     | Bolivia | 2012        |

## Palmarés

### Títulos nacionales
| Título           | Club              | País    | Año                 |
| ---------------- | ----------------- | ------- | ------------------- |
| Primera División | Jorge Wilstermann | Bolivia | 2000                |
| Primera División | Bolívar           | Bolivia | 2002                |
| Primera División | Bolívar           | Bolivia | Apertura 2004       |
| Primera División | Jorge Wilstermann | Bolivia | Segundo Torneo 2006 |
| Primera División | Alianza Lima      | Perú    | 2006                |

### Distinciones individuales
| Distinción                                        | Año  |
| ------------------------------------------------- | ---- |
| Máximo goleador de la Copa Sudamericana (4 goles) | 2002 |